# Máš to už za sebou
Máš to už za sebou je píseň české rockové skupiny Kabát, kterou složili Radek Hurčík a Milan Špalek. Jedná se o šestou píseň z debutového studiového alba Má ji motorovou. Skladba je zařazena do žánru thrash metal. Skupina tuto píseň hrála v počátcích (album Živě!), později ji oprášila v letech 2009 (album Po čertech velkej koncert) a 2014.

## Obsazení
- Josef Vojtek – zpěv
- Milan Špalek – baskytara, doprovodný zpěv, zpěv
- Ota Váňa – kytara, doprovodný zpěv
- Tomáš Krulich – kytara, doprovodný zpěv
- Radek "Hurvajs" Hurčík – bicí, doprovodný zpěv

## Videoklipy
Skupina natočila několik videoklipů k této písni pro různé televizní hitparády.